# عوقين (سردابة)
عوقین (بالفارسية: عموقین) هي معلم جغرافي و قرية تقع في إيران في قسم سردابة الريفي. يقدر عدد سكانها بـ 1,318 نسمة .